# Lise Lamarche
Lise Lamarche, née en 1943, est une historienne et sociologue de l'art québécoise. 

## Biographie
Elle a été professeure au Département d'histoire de l'art et d'études cinématographiques de l'Université de Montréal de 1974 à 2008. Elle s'intéresse principalement à la sculpture québécoise et canadienne depuis les années 1950, aux institutions artistiques et à l'art public. Elle s'est entre autres intéressée aux artistes et aux enjeux liés à la Politique d'intégration des arts à l'architecture (aussi appelée politique du 1 %). Lise Lamarche a publié de nombreux textes dans des catalogues d'art ainsi que dans des revues spécialisées. En plus de son travail de professeure, elle a présenté maintes conférences, siégé à des jurys et fait partie de plusieurs comités, dont les comités de rédaction des revues Espace Sculpture, esse arts + opinions et Études françaises . Plus récemment, elle a aussi joué le rôle de commissaire d'exposition, notamment pour les 25 ans du centre Circa.

## Formation
- 1971 : Maîtrise en Histoire de l'art à l'Université de Montréal, sous la direction de François-Marc Gagnon[4]. Titre du mémoire : Armand Vaillancourt et la presse écrite[5]
- 1978 : Doctorat en Art et archéologie, Paris I. École des Hautes Études en Sciences Sociales, sous la direction de Raymonde Moulin[6]. Titre de la thèse : La diffusion des "Automatistes"[7]

## Réalisations

### Publications (liste partielle)

#### Livres et catalogues
- Lamarche, Lise, Gilles Daigneault et Lisa Bouraly. LActuelle : galerie d'art non-figuratif, 1955-1957. Montréal : Fondation Guido Molinari/Éditions du Passage, 2015.  (ISBN 9782924397190)
- Nasgaard, Roald. Les Plasticiens et les années 1950/60. Québec/Markham (Ont.) : Musée national des beaux-arts du Québec/Varley Art Gallery of Markham, 2013. (Contribution de Lise Lamarche)  (ISBN 9782550667414)
- Desautels, Denise. L'œil au ralenti. Montréal : Éditions du Noroît, 2007. (Postface de Lise Lamarche)  (ISBN 9782890186019)
- Michel, Franck. Faire figures, Michel Saulnier, œuvres 1982 – 2007. Rimouski : Musée régional de Rimouski, 2007.  (ISBN 9782923525112)
- Couture, Francine, Rose-Marie Arbour, Lise Lamarche, Nycole Paquin et Véronique Rodriguez. Exposer l'art contemporain du Québec : Discours d'intention et d'accompagnement. Montréal : Centre de diffusion 3D, 2003.  (ISBN 2980474177)
- Daigneault, Gilles et Lise Lamarche. Contrepoints : Du côté des prix Paul-Émile-Borduas, le dessin. Montréal : Les 400 coups, 2002.  (ISBN 2922769062)
- Lamarche, Lise, Gaston Saint-Pierre, Jean Dumont et Jorge Edwards. Jacek Jarnuszkiewicz. Montréal : Les 400 coups, 2002.  (ISBN 2895400733)
- Lamarche, Lise, Guy Mercier et Suzanne Paquet. Terrains vagues = Unspecified. Québec : J'ai VU, 2000.  (ISBN 2922763021)
- Lamarche, Lise, Gilles Daigneault, Louise Provencher et Michel Goulet. Textes furtifs : Autour de la sculpture (1978-1999). Montréal : Centre de diffusion 3D, 1999.  (ISBN 2980474142)
- Bérubé, Anne et Sylvie Cotton (dir.) L'installation : pistes et territoires : l'installation au Québec, 1975-1995 : vingt ans de pratique et de discours.  Montréal : Centre des arts actuels SKOL 1997.  (ISBN 2922009041)
- Daigneault, Gilles et Lise Lamarche. Art actuel : Présences québécoises. Paris : L'Association Française d'Action Artistique, 1992.  (ISBN 2865450953)
- Martin, Michel, Gaston St-Pierre et Lise Lamarche. La sculpture au Québec, 1946-1961 : Naissance et persistance. Québec, Qc: Musée du Québec, 1992.  (ISBN 2551128374)
- Bernier, Christine et al. Tombeau de René Payant. Montréal, Qc: Éditions du Centre d'exposition et de théorie de l'art contemporain; s.l.: Éditions Trois, 1991.  (ISBN 2920887254)

#### Articles de revues
- « Intercalaire ou comment se mêler à la conversation ». Espace Art actuel, no 109 (2015) : 58-61. http://id.erudit.org/iderudit/73325ac
- « Circa 25 ans ». Espace Art actuel, no 105 (2013) : 30-35. http://id.erudit.org/iderudit/70042ac
- « La chasse à l'œuvre d'art ». Nouvelle revue d’esthétique, vol. 1, no 1 (2008) : 53-58. https://dx.doi.org/10.3917/nre.001.0053
- « La sculpture des Automatistes ». Espace Art actuel, no 25 (1993) : 22-26. http://id.erudit.org/iderudit/10117ac
- « Un nuage d’intolérance dans une purée de politesse ». ETC, no 23 (1993) : 15-16. http://id.erudit.org/iderudit/36108ac
- « Le public, c’est les autres. Quelques notes échevelées sur l’art public ». Possibles, vol. 15, no 4 (automne 1991) : 67-75.

#### Autres écrits
- « Arts Visuels, Diffusion Au Québec ». L'Encyclopédie Canadienne Historica Canada, (publié le 26 mai 2006).
- « Petit lexique de l'art contemporain ». Le Devoir, 6 et 7 novembre 1993, E2.

### Commissariat d'exposition
- 2016 : L’Actuelle, galerie d’art non-figuratif (1955-1957), Fondation Molinari (du 10 mars au 12 juin 2016), co-commissaires : Gilles Daigneault et Lisa Bouraly[8]
- 2013 : La sculpture en temps et en lieu – 25ème anniversaire de CIRCA, centre CIRCA art actuel (du 7 septembre au 12 octobre 2013)[9]